# 雙援
雙援，是臺灣嘉義縣民雄鄉的一個傳統地域名稱，位於該鄉西部。相較於今日行政區，其範圍大致包括平和村不含西南端及北部凸出部分的東北側、中央村東北部凸出部分的西端、中和村西端、菁埔村南部邊界地帶接近最西段。

## 歷史
台灣日治初期，雙援地區為一街庄（舊制街庄），稱為「雙援庄」，隸屬於打貓南堡。該庄北及東北與西庄、菁埔庄為鄰，東南與田中央庄為鄰，西邊為竹仔腳庄。
1901年（日治明治三十四年）11月11日，全台設置二十廳，該庄隸屬於嘉義廳。1904年（明治三十七年）2月15日，該庄編入「打貓區」，隸屬於嘉義廳。1909年（明治四十二年）10月25日，全台整併二十廳為十二廳，該庄仍隸屬於嘉義廳。1910年（明治四十三年）1月18日，各區管轄區域調整，該庄仍隸屬於嘉義廳的「打貓區」。
1920年（大正九年）10月1日，全台廢十二廳改設五州二廳，該庄改制為「雙援」大字，隸屬於臺南州嘉義郡民雄庄（新制街庄）。
戰後民雄庄改制為民雄鄉，隸屬於臺南縣，大字亦改制為村。1950年（民國39年）10月，雲、嘉、南分治，民雄鄉改隸屬於嘉義縣。

## 聚落
本地區發展較早的聚落有雙援、橋頭、番仔溝等，在日治期初期的官方地圖上已有記載。

## 交通
鄉道嘉76線是大潭至江厝店的道路。
鄉道嘉76-1線是竹仔腳至頂店仔的道路。
鄉道嘉77線是下崙至雙援的道路。
鄉道嘉78線是竹仔腳至杜溝的道路。

## 文化資產
- 民雄双援玄聖宮（開漳聖王）
- 民雄何元英祠堂（歷史建築）